# Marthinus Lourens de Villiers
Marthinus Lourens de Villiers (né le 31 juillet 1885 à Paarl dans la colonie du Cap et mort le 17 mai 1977 à Wellington en Afrique du Sud) est un compositeur sud-africain, auteur de la musique de Die Stem van Suid-Afrika, hymne national d'Afrique du Sud de 1928 à 1997 et depuis cette date, co-hymne national sud-africain combiné avec Nkosi Sikelel' iAfrika. M.L. de Villiers a également été révérend de l'église réformée hollandaise de 1912 à 1930.

## Biographie
Fils de Dirk de Villiers, organiste de l'église réformée hollandaise, et de Tina Smith, il est initié très jeune au piano, à l'orgue et au violon par ses parents, propriétaires d'un institut de musique à Wellington. Il s'initie plus tard à la clarinette et joue au sein de la fanfare de Wellington.
Il obtient son baccalauréat en 1904, un an après avoir publié sa première composition pour piano.
De 1905 à 1907, M.L. de Villiers enseigne la musique à Wepener dans l'État libre d'Orange. Il y fonde une fanfare, compose et est organiste de l'Église réformée hollandaise. Il étudie ensuite de 1908 à 1911 au séminaire de théologie à Stellenbosch, époque durant laquelle il s'intéresse et s'implique dans la défense de la langue afrikaans face à l'anglais. D'ascendance britannique mais aussi boer, il est aussi marqué par les destructions de la seconde guerre des Boers, par les efforts de reconstruction de la population, par ses amitiés, notamment avec l'ancien président Marthinus Steyn. Il devient progressivement un militant pro-Afrikaner.
De 1912 à 1918, il est révérend de l'église réformée hollandaise à la congrégation de Glen Lynden (Bedford).
De 1919 à 1921, alors qu'il est en poste à l'église réformée de Simonstown, il suit les cours de rythme et d'harmonie du professeur Henry Bell du South African College of Music.
En 1921, M.L. de Villiers compose la musique pour un poème de Cornelis Jacobus Langenhoven intitulé Die Stem van Suid-Afrika appelé à devenir en 1928 l’hymne officiel de l'Union sud-africaine, au côté du God save the King, puis son seul hymne national de 1957 à 1994. Beaucoup d'autres de ses compositions sont publiées dans les années vingt.
M.L. de Villiers s'installe à Wellington dans les années 1930. Il abandonne sa charge ministérielle au sein de l'église et effectue jusqu'en 1945 de nombreux récitals, concerts et conférences à travers les écoles de musique du pays.
Récompensé et célébré durant le reste de sa vie, il meurt le 17 mai 1977 à Wellington à l'âge de 91 ans.
En 1997, Die Stem van Suid-Afrika est combiné avec Nkosi Sikelel' iAfrika pour former l'actuel hymne national d'Afrique du Sud. La version de Die Stem, raccourcie, constitue la deuxième partie de l'hymne.

## Vie privée
En 1911, M.L. de Villiers épouse Jemima ( Mimie ) Susanna du Plessis avec qui il a deux filles et deux fils. L'un de ses petits-fils, Johan de Villiers, a été chef de la Chorale de l'Université de Stellenbosch tandis que l'une de ses petites-filles, Suzanne, est devenue violoniste.